# 城西桥
城西桥，原位于合肥高新技术开发区南岗镇城西桥村苦驴河上，因位于合肥城西郊而得名。传说城西桥始建于三国，曾一度遭破坏，清末、民国、改革开放初期经历多次修缮。2011年列入第四批合肥市文物保护单位。2019年，因引江济淮工程需要，城西桥被保护性拆除。2023年完成复建，是合肥市首次对不可移动文物进行迁移复建。